# Isusovačka služba za izbjeglice
Isusovačka služba za izbjeglice (Jesuit Refugee Service - JRS) međunarodna je katolička organizacija s misijom pratnje, služenja i zagovaranja izbjeglica i drugih prisilno raseljenih osoba, kako bi se mogli liječiti, učiti i ostvariti vlastitu budućnost. Osnovan u studenom 1980. kao djelo Družbe Isusove, JRS je kao zaklada u Vatikanu službeno registriran 19. ožujka 2000. godine. Poticaj za osnivanje JRS-a došao je od tadašnjeg vrhovnog poglavara isusovaca, Pedra Arrupea, kojeg je na akciju potaknula nevolja vijetnamskih izbjeglica na brodovima (Thuyền nhân Việt Nam). JRS ima programe u preko 50 zemalja. Područja rada su edukacija, hitne pomoći, zdravstvena zaštita, egzistencijalni dohodak, pomirenje i psihosocijalna podrška. JRS je također uključen u zagovaranje i rad na ljudskim pravima. To uključuje osiguravanje da se izbjeglicama pruže njihova puna prava zajamčena Ženevskom konvencijom iz 1951. o statusu izbjeglica i rad na jačanju zaštite koja se pruža interno raseljenim osobama (IDP). Međunarodno sjedište JRS-a nalazi se u Rimu u Generalnoj kuriji Družbe Isusove. Međunarodni ravnatelj je Thomas H. Smolich, SI, a u Jugoistočnoj Europi Stanko Perica, SI.

## Povijest
JRS je u studenom 1980. osnovao p. Pedro Arrupe SI, tadašnji generalni poglavar Družbe Isusove, s ciljem da odgovori na nevolje vijetnamskih izbjeglica s brodovima koji bježe iz svoje ratom razorene domovine.
Nakon završetka Vijetnamskog rata 1975. godine, stotine tisuća Južnovijetnamaca napustilo je svoje domove, krenuvši u pretrpanim čamcima preko Južnog kineskog mora. Mnogi nisu preživjeli putovanje; ubili su ih gusari ili su se utopili zbog oluja i nemirnog mora. P. Arrupe se osjećao ponukanim djelovati. Pozvao je isusovce "da unesu barem malo olakšanja u tako tragično stanje". 
P. Arrupe pisao je na adrese više od 50 isusovačkih provincija u vezi sa situacijom, prepoznajući da su isusovci, koji su tada imali 27.000 članova diljem svijeta, bili u dobroj poziciji da koordiniraju globalni humanitarni odgovor. Kako su izbijali sukobi u Srednjoj i Latinskoj Americi, jugoistočnoj Europi i diljem Afrike, JRS je brzo prerastao od pomaganja vijetnamskim ljudima u čamcima u nekoliko kampova u jugoistočnoj Aziji do rada s izbjeglicama diljem svijeta. 
Gotovo 20 godina nakon osnutka, JRS je službeno registriran kao zaklada Grada Vatikana 19. ožujka 2000. godine.
Danas Isusovačka služba za izbjeglice djeluje u 45 zemalja s preko 724.000 ljudi, od kojih su većina muslimani. Unatoč nazivu, samo oko 65 od 1800 zaposlenika Službe su članovi Družbe Isusove.

### Misija
Misija JRS-a je pratiti, služiti i zagovarati u ime izbjeglica i drugih prisilno raseljenih osoba, kako bi se mogli liječiti, učiti i ostvariti vlastitu budućnost. 
Kao međunarodna humanitarna nevladina organizacija, JRS nastoji ostvariti magis ideal Ignacija Lojolskog, utemeljitelja isusovaca. Jedna od ključnih poruka 35. generalne isusovačke kongregacije (2008.) bila je doseći nove fizičke, kulturne, religijske i socijalne granice, prema onima koji su otuđeni, što je zadatak koji su potvrdili dvojica Papa. Potraga za novim granicama odvela je JRS na mjesta gdje se izbjeglice suočavaju s uskraćivanjem i zloporabom njihovih osnovnih prava: u tradicionalne izbjegličke kampove, pritvorske centre i zatvore, zone sukoba, pogranična područja i u srcu velikih gradova, uključujući Irak i Siriju.
Dana 24. svibnja 2019. isusovački generalni poglavar p. Arturo Sosa pozvao je sve isusovce na "obnovljenu predanost" JRS-u u skladu s novoproglašenim apostolskim preferencijama isusovaca, koje je potvrdio papa Franjo. Sa svoje strane, JRS se restrukturira kako bi stvorio "jake urede na državnom nivou koji će ojačati lokalne kapacitete i potaknuti supsidijarnost". JRS je definirao svoje prioritete za period 2019.-2023. kao "promicanje pomirenja i društvene kohezije; pružanje kvalitetnog formalnog i neformalnog obrazovanja; inovativni programi za život koji vode do samopouzdanja i održivosti; i učinkovito zagovaranje prava izbjeglica".

## Izbjeglice
Pri odlučivanju s kim će raditi, JRS smatra da je opseg postojećih međunarodnih konvencija previše restriktivan. Stoga izraz 'de facto izbjeglica' ('de facto refugee') primjenjuje na sve "osobe progonjene zbog rase, vjere, pripadnosti društvenim ili političkim skupinama"; na "žrtve oružanih sukoba, pogrešne ekonomske politike ili prirodnih katastrofa"; te na, iz "humanitarnih razloga", interno raseljene osobe, odnosno građane koji su "nasilno istjerani iz svojih domova istom vrstom nasilja kao i izbjeglice, ali koji ne prelaze državne granice".
Budući da se gornja definicija odnosi samo na pojedince u strahu od progona, regionalne organizacije u Africi (Afrička unija 1969.) i Latinskoj Americi (Organizacija američkih država 1984.) razvile su šire definicije koje uključuju masovna raseljavanja do kojih se dolazi kroz društveni i ekonomski kolaps u kontekstu sukoba. JRS nastoji "pratnjom" poštivati ljudsko dostojanstvo svih izbjeglica kroz njihovu kalvariju.

## UNHCR
Na web-mjestu Visokog povjerenika Ujedinjenih naroda za izbjeglice (United Nations High Commissioner for Refugees - UNHCR) navedena su detaljna nedavna izvješća o radu JRS-a u sljedećim kategorijama: Državna izvješća, Izvješća o utvrđivanju činjenica, Priručnici/manuali, Pravni članci/Analize/Komentari, Dokumenti o politici/stajalištu, Regionalna izvješća, i tematska izvješća.

## Vanjske poveznice
- Službena stranica
- Isusovačka služba za izbjeglice - Hrvatska
- Jesuit Refugee Service. UNHCR. Inačica izvorne stranice arhivirana 1. kolovoza 2023. Pristupljeno 24. srpnja 2015.